# (88267) 2001 KE76
(88267) 2001 KE76, também escrito como (88267) 2001 KE76, é um objeto transnetuniano que foi descoberto no dia 22 de maio de 2001 e é classificado como um cubewano. Ele possui uma magnitude absoluta de 7,2 e, tem um diâmetro estimado de cerca de 160 km.

## Órbita
A órbita de (88267) 2001 KE76 tem um semieixo maior de 42,871 UA e um período orbital com cerca de 281 anos. Ele possui uma excentricidade orbital de 0.027, seu periélio leva o mesmo a 41,841 UA do Sol e seu afélio a distância de 43,901 UA.